# Longitarsus fuscicornis
Longitarsus fuscicornis är en skalbaggsart som beskrevs av Willis Blatchley 1919. Longitarsus fuscicornis ingår i släktet Longitarsus och familjen bladbaggar. Inga underarter finns listade i Catalogue of Life.